# Иванов, Михаил Иванович (генерал)
Михаи́л Ону́фриевич Ивано́в (17 (29) декабря 1866 — 14 апреля 1938) — генерал-майор Русской императорской армии; в 1917—1919 годах — военный и политический деятель Украинской народной республики, генерал-хорунжий армии УНР.

## Биография
Родился в Киевской губернии, в семье железнодорожного чиновника. Позже жил и учился в губернском городе Киеве, окончил 4-ю Киевскую гимназию.
В августе 1884 года вступил в военную службу вольноопределяющимся 2-го разряда и был зачислен рядовым в 71-й пехотный Белевский полк 18-й пехотной дивизии, расквартированный в Ново-Александрии, Царство Польское. По окончании учебного курса в Варшавском пехотном юнкерском училище (по 2-му разряду), 29.07.1887 был произведен в подпрапорщики, затем 12.01.1888 — в подпоручики.
В марте 1892 года был переведен в 70-й пехотный Ряжский полк той же  дивизии, расквартированный в Краснике, Царство Польское, и в мае 1892 года произведен в поручики. В октябре 1900 года произведен в штабс-капитаны. Одновременно в Санкт-Петербурге окончил археологический институт.
Участник Русско-японской войны. В ноябре 1904 года назначен исправляющим должность казначея полевого штаба 3-й Маньчжурской армии (с оставлением в списках 70-го пехотного Ряжского полка).
В феврале 1905 года был произведен в капитаны, а в июле 1906 года, за отличие в делах против японцев, в подполковники.
В сентябре 1906 года подполковник 70-го пехотного Ряжского полка Михаил Иванов был назначен в штаб Иркутского военного округа старшим адъютантом; в феврале 1910 года — произведен в полковники.
В июне 1912 года переведен в 25-й Сибирский стрелковый полк (7-й Сибирской стрелковой дивизии), расквартированный в Иркутске; с 07.08.1912 — командир 2-го батальона полка.
В марте 1914 года переведен в 28-й Сибирский стрелковый полк той же дивизии (в Иркутске).
Участник Первой мировой войны. 18 июля 1914 года был назначен врид командующего (16 августа 1914 года — командиром) второочередного 48-го Сибирского стрелкового полка, во главе которого выступил на австрийский фронт. В мае 1915 года был легко ранен (остался в строю).
В июле 1916 года, за отличия в делах против неприятеля, произведен в генерал-майоры и в декабре того же года, после ранения, был отчислен «за ранами» от занимаемой должности, с назначением в резерв чинов штаба Киевского военного округа и с зачислением по армейской пехоте. На 1916 год — был женат, детей не имел.
В 1917 году, после Февральской революции в Петрограде, генерал-майор Иванов принял активное участие в украинском национальном движении. В мае 1917 года в Киеве, на Первом Всеукраинском войсковом съезде, был избран в состав украинской Центральной Рады и членом Генерального войскового комитета (УГВК). С июля 1917 года — заведующий инспекторским отделом УГВК, затем возглавлял отдел главной инспекции в Генеральном секретариате (впоследствии — в министерстве) военных дел Украинской народной республики.
В 1918 году, во времена Украинской державы, — начальник картографического отделения главного геодезического управления Генерального штаба украинской армии.
На 21.02.1919 — начальник административного управления Главного штаба действующей армии УНР, на апрель 1919 года — начальник Главного штаба действующей армии УНР.
В мае 1919 года, после поражения армии УНР, остался в Каменце-Подольском, занятом войсками Красной армии. Был арестован чекистами и отправлен в Харьков, в столицу УССР. Вскоре был освобождён и мобилизован на службу в Красную армию, в 1923 году демобилизован. Поселился в селе Буча (под Киевом), где жила его сестра.
С 1932 года жил в Киеве, работал бухгалтером на комбинате «Пищевкус». Поддерживал связи с бывшими офицерами Русской императорской армии, в том числе — со служившими в армии УНР.
7 марта 1938 года был арестован за якобы создание и руководство контрреволюционной организацией.
14 апреля 1938 года приговорен тройкой НКВД к расстрелу с конфискацией имущества и в тот же день расстрелян.
Похоронен в Быковнянском лесу (ныне территория Киева), в общей могиле.

## Награды
- Медаль «В память царствования императора Александра III» (1896)
- Орден Святого Станислава 3-й степени (31.03.1905; утв. ВП от 06.01.1906), — «…за отлично-усердную службу и труды, понесенные во время военных действий»
- Медаль «В память русско-японской войны» (1906)
- Орден Святой Анны 3-й степени с мечами и бантом (25.11.1905; утв. ВП в 1906)
- Медаль «В память 100-летия Отечественной войны 1812 года» (1912)
- Орден Святого Станислава 2-й степени с мечами (28.12.1905; утв. ВП от 01.08.1907)
- Медаль «В память 300-летия царствования Дома Романовых» (1913)
- Орден Святой Анны 2-й степени (ВП от 06.12.1912)
- Орден Святого Владимира 4-й степени с мечами и бантом (ВП от 05.04.1915)
- Орден Святого Владимира 3-й степени с мечами (ВП от 15.03.1916)
- Георгиевское оружие (27.11.1915; утв. ВП от 12.11.1916), — …за то, что, будучи в чине полковника, с 4-го по 6-е мая 1915 года в боях у Ветлин на р. Сан и, находясь в боевых линиях, лично руководил действиями командуемого им полка, отбил восемь настойчивых атак превосходного по силе противника и не уступил занятых позиций, чем в то же время обеспечил фланг соседнего корпуса.[15]